# Autoritratto (Hébuterne 1918)
Autoritratto è un dipinto della pittrice francese Jeanne Hébuterne.